# みぶ真也
みぶ 真也（みぶ しんや、1957年2月3日 - ）は、日本の一人芝居俳優、怪談作家 、ナレーター。主にホラー系一人芝居と怪談語りを表現活動の主軸としている。大阪府堺市出身。血液型AB型。身長165cm、体重69kg。イズム所属。

## 来歴・人物
- 実家は坂上田村麻呂の流れをくむ生地氏の末裔。母親は八千草薫の女学校時代の同級生、母方の祖父は植物生態学者宮井嘉一郎。従兄弟にはスターダストプロモーション取締役の宮井晶がいる。大阪府立堺東高等学校、同志社大学法学部卒業。大学ではSF研究会で創作を始める傍らDWA（同志社プロレス同盟）でレスラーとしてリングに上がる。JWA関西の試合に出場したこともある。20代で演劇、40歳でSFサスペンス系の一人芝居活動を始める。2008年よりラジオ関西「ヒロノツトムの走れタコ」で創作コーナーを担当、毎週自作自演の怪奇ラジオドラマ「不思議ものがたり・みぶ真也の深夜のみぶ」を電波に乗せている。
- 好きな歌手として故本郷直樹と南沙織 (『中島みゆきと荒井由実がいた1975年、日本の青春は新しくなった』週刊現代2020年7月4、11号、161頁)を挙げている。
- 日本スキンヘッド俳優協会初代会長である。“浪速の ユル・ブリンナー”とも呼ばれている。
- 幼児洗礼を受けたカトリック教徒であり、同時に浄土真宗の僧侶でもある。洗礼名はトマス・アクィナス、法名は釈泰真（しゃく・たいしん）。

## 受賞
- 第一回プラワン企画優勝
- 第一回IDOBATAホラー噺LIVE第四位
- 2017年東久邇宮文化褒賞（長年のユニークな演劇活動に対して）

## 出演

### 舞台
- 「二万尋からの怪獣」「マタンゴの侵略」（1997年4月）しなのきホールにてデビュー公演。
- 「訪問者」（1997年7月）沖縄ひとり芝居の藤木勇人を招聘。
- 「2100年宇宙の旅」（1997年9月）
- 「宇宙からの勧誘」（1997年12月31日 - 1998年1月1日）カウントダウン公演。
- 「異形」（1998年1月）
- 「Last Vampire」「JAMI JAMI」（1998年2月）長野冬季オリンピック記念冬のびんずるイベントにて。
- 「月世界のブルースリー」「ブレーンバスター」（1998年6月）サイコスリラー。
- 「JAMIJAMI」（1998年7月）
- 「Return of BRUCE LEE」（1998年8月）歩行者天国上のストリートパフォーマンスとして演じたブルース・リー一代記。
- 「油揚げのセールス」（1998年8月）フジテレビめざましテレビでオンエアー。
- 「ハッピーバースディ」「JAMIJAMI宇宙篇」（1998年11月）プラネタリウム公演。
- 「ブレーンバスター」（1998年12月）ネオンホールにて上演。
- 「JAMIJAMIクリスマス篇」（1998年12月）
- 「ハッピーバースディ」「ミイラ部長」（1999年2月）
- 「ミイラ部長」「ブレーンバスター」（1999年3月）
- 「となりの恐竜」（1999年8月）「スーパーネオン99SUMMER」にて上演。
- 「トンキー」（1999年9月）
- 「ブレーンバスター」「JAMIJAMI」（1999年9月）女流ミュージシャンAYAと共演。高円寺Show boatにて。
- 「はろー!エイリアン」（1999年12月）
- 「となりの恐竜」「ブレーンバスター」（2000年1月）
- 「バルンガ2000」（2000年3月）
- 「どつぼ」（2000年6月）
- 「どつぼ」（2000年7月）
- 「来襲!」（2000年8月）
- 「JAMIJAMI」「ミイラ部長」「ブレーンバスター」（2001年2月）東海地区初めての公演。
- 「バルンガ2001」（2001年2月）
- 「床下からの物体X」（2001年5月）
- 「ミロガンダの謎」（2001年7月）
- 「ブレーンバスター」「床下からの物体X］「来襲!」（2001年9月）
- 「禅〜ZEN〜」（2001年10月）バンコクのスクンヴィトRdで3日連続上演。
- 「トンキー」「黙示録ワンルーム」「どつぼ」「ブレーンバスター」（2001年11月）
- 「となりの恐竜」「黙示録ワンルーム」（2002年1月）
- 「バルンガ2002」「黙示録ワンルーム」「JAMIJAMI」（2002年2月）
- 「黙示録ワンルーム」（2002年5月）
- 「どつぼ」「たこやきの夜」「ブレーンバスター」（2002年6月）
- 「床下からの物体X」（2002年7月）
- 「黙示録ワンルーム」（2002年8月）
- 「トンキー」（2002年9月）
- 「式神」（2002年10月）昨年に続きバンコクで上演。今回はスリウォンRdでの公演。
- 「ブレーンバスター」「黙示録ワンルーム」（2002年11月）
- 「床下からの物体X」（2002年12月）
- 「バルンガ2003」「となりの恐竜」（2003年2月）せんだい演劇工房10-BOX。
- 「トンキー」（2003年3月）
- 「悪夢／アブダクティ」（2003年5月）
- 「エリア51から来た妻」（2003年8月）京都西院アートフェスティバルにて野外公演。
- 「ミイラ部長」（2003年8月）
- 「JAMI JAMI」「トンキー」他（2003年11月）東北ハプニングツァーでゲリラ上演。秋田、岩手、宮城。
- 「となりの恐竜」（2003年11月）
- 「床下からの物体X」「Guys & Dolls」「エリア51から来た妻」（2004年3月）
- 「JAMI JAMI」（2004年7月1日）みぶ本人が敬愛するマーロン・ブランド没。当日、品川駅前で急遽追悼公演を行った。
- 「トンキー」（2004年10月）
- 「たこやきの夜」「ブレーンバスター」（2004年11月）
- 「黙示録ワンルーム」（2005年3月）
- 「どつぼ」（2005年5月）
- 「バルンガ2005」「エリア51から来た妻」（2005年11月）
- 「油あげのセールス」「ミイラ部長」（2005年12月）
- 「バルンガ2007」「床下からの物体X」「たこやきの夜」（2007年4月）
- 「招待されなかった客」（2007年10月）別役実・作、旭屋光太郎と梅田カラビンカにて共演。
- 「となりの恐竜」（2008年1月）
- 「黙示録ワンルーム」（2008年3月29日）第一回プラワン企画優勝
- 「エリア51から来た妻」（2008年6月）
- 「エリア51から来た妻」「床下からの物体X」（2008年9月）
- 「遅刻の言訳」「トンキイ」（2009年4月）
- 「夜の道」「ドクシン術」「もうひとつの部屋」「同居人」（2009年7月）
- 「トカゲのヌケガラ」（2010年4月）
- 「怪奇！トカゲ男」（2010年4月）
- 「心霊漫才」「タコのペンダント」（2010年10月）
- 「ジェームス・ディーンの夜」（2011年2月）
- 「悪魔祓い」（2011年3月）
- 「千日前ゾンビ」（2011年9月）
- 「幽霊役者」「誘拐されたかった男」（2013年2月）
- 「サイファーの怖い話」（2014年5月）怪談師として出演（枚方市五郎八）
- 「走れタコ！LIVE」（2014年7月）“不思議ものがたり・みぶ真也の深夜のみぶ”上演
- 「ラジオ関西祭」（2014年10月）深夜のみぶLIVE出演（神戸ハーバーランド）
- 「第一回IDOBATAホラー噺LIVE」（2015年5月）怪談師として出演
- 「懐かしの昭和歌謡ショー」（2016年4月）メセナひらかたにて怪談師として出演　怪談を披露
- 「懐かしの昭和歌謡ショー」（2016年6月）サプライズゲストとして出演　怪談を披露
- 「懐かしの昭和歌謡ショー」（2016年8月）特別ゲストとして出演　怪談を披露
- 「大政奉還」（2017年7月）　-西郷隆盛役
- 「場末の怪談」（2017年9月）Bar IpsoFacto
- 「釈泰真：説法怪談」（2017年9月）なんば紅鶴
- 「フォーリーブス追悼ライブ」(2019年7月)foot rock & beers　番専及び歌唱
- 「追悼　本郷直樹歌仲間」（2022年7月）天府酒家　歌唱
- 「くだんのみみ」（2023年6月）まきの生涯学習市民センター
- 「怪談ドリルせんのかい」（2023年8月）シアターOM
- 「見える葬儀屋さん」（2023年9月）
- 「ケンジ」（2023年9月）
- 「ドッジボールの少女」（2024年6月）
- 「シン・ブレーンバスター」「JAMIJAMI」（2024年10月）
- 「片目のジャック」（2024年11月）
- 朗読「浮遊霊にもほどがある！」他　番宣（2024年12月）
- 「真夜中のアルバイト」（2025年 1月）
- 「くだんの耳」（2025年2月）
- 「ケンジの夜」（2025年3月）死神おじさん怪談劇
- 「チャーシューマン」（2025年4月）
- 「奴が来る！」（2025年5月）死神おじさん怪談劇
- 「虫の知らせ」（2025年6月）死神おじさん怪談劇
- 「事故物件だﾖ！全員集合」（2025年7月）死神おじさんスタンダップ・ホラー

### 映画
- 打ち上げ花火（2009年、第5回シネアストオーガニゼーション大阪、神農了愛・監督） - 田口秀男（主演）
- 怪異伝承 鬼殻村（2009年、WHDジャパン、松村仁史・監督） - 浅沼教授（主演）
- 腐女子 - A Wife And The Child Are Corrupt（2009年、WHDジャパン、仲谷進・監督） -三木部長
- 心霊音THE MOVIE（2010年、WHDジャパン、阿見松ノ介・監督）-山川和
- サンズ SUN OF THE DEAD（2011年、WHDジャパン、阿見松ノ介・監督）-盾蔵広
- ストレンジ・ワン・デイ 世にも奇妙な1日たち（第二話処刑人フジムラ）（2012年、シアターセブン-WHDジャパン、阿見松ノ介・監督
- 黄金を抱いて翔べ（2012年、松竹、井筒和幸・監督）-近所のおじさん
- 大阪蛇道〜Snake of Violence〜（2013年、石原貴洋・監督）-議員
- 最寄りの怪談シリーズ（2013年、AMIエンターティメント、阿見松ノ介・監督-山村（死神おじさん）（主演）

　第一話死神おじさん　第二話蝿女  第三話夏の桜
- 大阪最後の日(2013年、AMIエンターティメント、大木ミノル・監督）-博士
- 恋の映画を作ろう(2014年、AMIエンターティメント、大木ミノル・監督）-土建屋社長
- 時空脱獄NINJAジライヤ(2015年、AMIエンターティメント、大木ミノル・監督）-刑事

### テレビ
- ぐるっと関西おひるまえ（2005年、NHK）
- その時歴史が動いたエンタツ・アチャコの漫才革命 〜あんじょうわろうてや!〜（2005年、NHK） - みかんを投げる和装客
- 怪談グランプリ2009（2009年、関西テレビ） - 無職の男・壬生真也役
- 歴史秘話ヒストリア（2010年、NHK）-成瀬正住（第43回）
- 日本史サスペンス劇場戦う女武将 妙林尼（2009年、NTV） - 古参兵
- ビーバップ!ハイヒール（2010年、ABCテレビ） - 壇重三
- ビーバップ!ハイヒール（2011年、ABCテレビ） - 江崎利一
- ビーバップ!ハイヒール（2011年、ABCテレビ） - りんご水産　桃原社長
- 歴史秘話ヒストリアああ、討ち入りさえなかったら…（2011年、NHK）-林大学頭信篤（第94回）
- 歴史秘話ヒストリアわたしを長崎に連れてって（2012年、NHK）-徳川家康（第116回）
- お笑いワイドショー マルコポロリ!（2012年、関西テレビ）- 鳩山邦夫
- ビーバップ!ハイヒール（2013、ABCテレビ） - 東大寺僧
- 「徳丸・杉本の奈良のサムライnow」（2014年7月・DEEAS奈良テレビ）
- サタデープラス（2015、MBSテレビ）-砂川啓介
- THAT'S ENKA TAINMENT〜ちょっと唄っていいかしら?〜（2015年、ABCテレビ）
- 歴史秘話ヒストリア（2016年、NHK）－蘇我馬子
- 雨上がりの「Aさんの話」〜事情通に聞きました!〜(2018年、ABCテレビ）-ストーリー・コレクター

#### ドラマ
- ジュニア・愛の関係（1992年、フジテレビ）
- パパは保母さん（1995年、TBS）
- 連続テレビ小説（NHK）
  - 風のハルカ（2005年）
  - カーネーション（2011年）-吉田屋客　村上 役
  - 純と愛（2013年）-社長
  - ごちそうさん（2014年）-光峰 役
  - マッサン（2014年）-叔父 役
  - わろてんか（2017年）-福楽座　座頭（ざがしら）
  - スカーレット（2019年）-谷中 役
  - ブギウギ (テレビドラマ)(2023年)-在郷軍人役
- 大阪環状線 ひと駅ごとの愛物語 part3　第2話 - 大正駅「KOボーイ」（2018年 関西テレビ）-ボクシングクラブ会長役
- 看守の流儀（2025年 テレビ朝日）-受刑囚10号役

#### CM
- ピラタス蓼科スノーリゾート（TV15秒CM）
- 長野市プラネタリウム番組（ヤコブ役）
- NISSEI（海外販促用ビデオ）
- スバル・アクティブフェア（ラジオ20秒CM）
- 昭和総合警備保障（TV30秒CM）
- 日本無線（TV15秒CM）
- 南長野ゴルフ倶楽部（ラジオ20秒CM）
- 「イングランドハウス」（ビデオ）
- マルイチ産商ーシズル篇（TV15秒CM）
- オールトヨタ新車フェスタ（TV15秒CM）
- 〃　　　　　　（ラジオ20秒CM）
- 新型スカイラインGT-R（ラジオ30秒CM）
- 〃　　　　（ラジオ20秒CM）
- メダル専門店パラシオ（TV15秒CM）
- 〃　　　　（ラジオ20秒CM）
- ロートルーター「一大事の前に」（TV15秒CM）
- 平安堂（TV15秒CM）
- 大阪弁護士会-時代劇編（TV15秒CM）
- しがぎんリースキャピタル（TV15秒CM）

### ラジオ
- ラジオ関西ラジオ関西「ヒロノツトムの走れタコ」不思議ものがたり・みぶ真也の深夜のみぶ（毎週月曜21:00-21:15）現在放送中

### ラジオドラマ
- 「居酒屋とんぼ」（2011年11月、ラジオ関西　脚本・出演）
- 「すき焼き・しゃぶしゃぶ物語～盆と正月が一緒に来た」（2013年4月、ラジオ関西　脚本・出演）
- 「勝呂誉大作戦～ＳＲＩに爆弾が」（2013年10月、ラジオ関西　脚本・出演）
- 「初春　勝呂誉と素敵なタコ仲間～謎解きはオセチ料理のあとで」（2013年12月、ラジオ関西　脚本・出演）
- 「宇宙葬をやります」（2014年6月、ラジオ関西　脚本・出演）
- 「ミッサン～恋する娘へのブルース」（2014年9月　ラジオ関西　脚本・出演）
- 「赤い火星の渡り鳥」（2014年12月　ラジオ関西　脚本・出演）
- 「おばあちゃんとおじいちゃんの宇宙葬」（2015年6月　ラジオ関西　脚本・出演）
- 「芸能界はコワイとこ？～月の法善寺横丁」（2016年2月　ラジオ関西　脚本・出演）
- 「大いなる西部のザ・ビッグカントリー～OK農場の決闘」（2016年5月　ラジオ関西　脚本・出演）
- 「看板娘ナンバーワン総選挙」（2016年8月　ラジオ関西　脚本・出演）
- 「もいちど十三～ダイナマイトは何処にある？」（2016年10月　ラジオ関西　脚本・出演）
- 「勝呂誉のたこ焼き大作戦～タカラジェンヌを守れ」（2017年1月　ラジオ関西　脚本・出演）
- 「勝呂誉の笑顔で若返り」（2017年5月　ラジオ関西　脚本・出演）
- 「はろてんか～我が家の幽霊」（2018年1月　ラジオ関西　脚本・出演）

## 出版
- 『リストラ俳優』ミルホンネット 2007年
- 『振り返ればいつも負け役』ミルホンネット 2007年
- 『実録！ゾンビ役者』ミルホンネット 2009年